# Teletón (Perú)
Teletón es un evento televisivo con el fin de recaudar fondos realizado en Perú desde el año 1981.

## Historia

### La Orden Hospitalaria de San Juan de Dios en Perú y el proyecto hogar-clínica
Los hermanos de San Juan De Dios llegaron al Perú en 1606, donde instalaron centros de asistencia en las ciudades de Lima y Callao, extendiéndose por todo el Virreinato. En 1852 se retiran, pero regresan en 1952, inaugurándose el 11 de febrero de 1952 la Orden Hospitalaria de San Juan de Dios en Perú e inician el proyecto del hogar-clínica en un pequeño local del distrito de Magdalena del Mar. El 22 de abril de 1956, se coloca la primera piedra para la construcción del local actual en la carretera Central.
Diez años después, se inaugura oficialmente este mismo con la asistencia del presidente Fernando Belaúnde Terry y la bendición del arzobispo primado Juan Landázuri Ricketts.
Actualmente, el hogar-clínica presta servicios médicos principalmente en ortopedia y traumatología, en donde recibe alrededor de 250 pacientes por día, principalmente por deformaciones en los pies, parálisis cerebral infantil, deformaciones de los miembros, de la cadera o de la columna (escoliosis).
El fin de la institución es otorgar tratamiento integral que asegure la rehabilitación plena mediante servicios de rehabilitación con terapia física, ocupacional, de lenguaje, hidroterapia, agentes físicos y psicología especialmente de niños y jóvenes discapacitados de escasos recursos. Además de Lima, la Orden Hospitalaria de San Juan de Dios cuenta con hogares-clínica en las ciudades de Arequipa, Cusco, Chiclayo, Iquitos y un centro de reposo en Piura.

### La primera Teletón
En marzo de 1980, Ricardo Belmont Cassinelli, conocido empresario y conductor de radio y televisión peruano, se enteró de las carencias del Hogar Clínica San Juan de Dios que atendía principalmente a personas de muy pocos recursos económicos. Entonces, propuso a través de su programa de televisión A fondo, emitido en el Canal 7, la realización de una telemaratón a favor de los niños discapacitados, tal y como se estaba haciendo en Chile con mucho éxito. Belmont constató la precaria situación que atravesaba la clínica puesto que uno de sus hijos recibía atención allí. Así, luego de reunirse con el hermano Lázaro Simón Cánovas, director del Hogar Clínica San Juan de Dios, viaja a Santiago con el objetivo de ver en vivo la tercera teletón de ese país para aprender de su realización.
En 1981, Ricardo Belmont se mudó a Panamericana Televisión y le expuso su proyecto a sus propietarios, los hermanos Delgado Parker,  quienes al principio lo consideraron inviable. Sin embargo, logró convencerlos. Después de una gran campaña de motivación y con gran expectativa, a las 9:00 p. m. del viernes 11 de diciembre de 1981, se dio inicio a la primera teletón peruana cuya meta era S/.500 000 000, producida y transmitida a todo el país por Panamericana Televisión desde su sede principal, el cine El Pacífico de Miraflores y el Coliseo Amauta, donde se desarrollaría el bailetón en el que un gran número de parejas bailaban ininterrumpidamente durante veintisiete horas.
La teletón contó además, con la participación de un gran número de figuras del ambiente artístico, deportivo, social y político. El público respondió masivamente al igual que las más importantes empresas e instituciones del país. La teletón duró poco más de 27 horas y se logró recaudar S/.526 450 000, unos USD 1 052 900 de la época. Aunque los donativos continuaron por unas semanas más y debido a que el evento tuvo una gran cobertura mediática, la recaudación final ascendió hasta aproximadamente USD 2 000 000. Con el dinero recaudado durante la jornada solidaria se construyó el pabellón Teletón, edificio situado dentro del hogar-clínica de Lima y que fue inaugurado por el entonces presidente, Fernando Belaúnde Terry, en la apertura de la segunda teletón el viernes 10 de diciembre de 1982.

### De la segunda a la duodécima teletón
Las tres primeras ediciones fueron realizadas por Panamericana Televisión y luego dos en América Televisión, contando siempre con la colaboración de artistas y personajes de casi todos los canales de señal abierta en el Perú, además de cantantes y grupos nacionales e internacionales. Tuvo gran éxito desde el primer año hasta 1986, cuando (al igual que en Chile) también se creyó que la quinta campaña sería la última.
Esa 5.ª teletón, originalmente fue programada para el 20 y 21 de diciembre de 1985, pero por la cercanía de fechas con la telemaratón que organizó Pilar Nores en favor de la Fundación por los Niños del Perú se postergó hasta el 31 de enero y 1 de febrero de 1986.
Sin embargo, y debido a la constante escasez de fondos provocada por la inflación, Belmont y los hermanos del Hogar Clínica San Juan de Dios, se ven obligados a retomar el evento a través de RBC Televisión en diciembre de 1987 iniciando así la segunda etapa de la campaña solidaria que se repitió en 1988 y luego en 1989, vía Panamericana Televisión con similar éxito.

### Década de los años 1990
En diciembre de 1990, se realizaría nuevamente en Panamericana Televisión con gran éxito.
Posteriormente un par de ocasiones en ATV, la 10.ª edición de 1991 fue exitosa, pero la de 1992 por primera vez no logró alcanzar la meta.
En diciembre de 1993, cerrando esta segunda etapa, se llevó a cabo la 12.ª Teletón, realizada bajo este nombre en América Televisión.
En diciembre de 1994, hasta fines de la misma década se realizan diversas telemaratones televisivas, mientras que el Hogar Clínica San Juan de Dios, había perdido temporalmente la licencia para difundir su evento benéfico bajo el nombre de la Teletón.

### Fundación Tele Amor
Fue lanzado en noviembre de 1995 Tele Amor (Teletón realizada por América Televisión, entre 1995 y 2001) pero en los años siguientes, bajo ese nombre se realizan las teletones a beneficio del Instituto Nacional de Enfermedades Neoplásicas, en el que participaron todas las figuras del canal, entre ellas: Pablo Cateriano, Nicolás Lúcar, Claudia Doig, Sol Carreño, Mirtha Vergara, Carmen Velasco, Meche Solaeche, Federico Salazar, Karina Rivera, Luis Trisano, Michael Patzl, Claudia Cisneros, Timoteo, Lalo Mercado, Camucha Negrete, Gisela Valcárcel, Mávila Huertas, Javier Meneses, Lucho Cáceres, Homero Cristalli, Ricky Tosso, Ernesto Pimentel, Humberto Martínez Morosini, Laura Bozzo, Gigi Mitre, María Pía Copello, entre otros.
Entre 1997 y 1998, se lanzó Tele San Juan que se realizó por Panamericana Televisión, en el que estuvieron presentes todas las figuras del canal, entre ellas: Mónica Delta, Güido Lombardi, Emilio Lafferranderie, Gonzalo Iwasaki, José Mariño, Valia Barak, Mauricio Fernandini, Mariana Sánchez-Aizcorbe, Melcochita, Miguel Barraza, Micky Rospigliosi, July Pinedo, Adolfo Chuiman, Mónica Torres, Christian Thorsen, Román Gámez, Ebelin Ortiz, Sammy Sadovnik, Jessica Tapia, entre otros.
En 1999 emigró a Latina Televisión. Además, entre 2001 y 2002, se le llamó El Perú se da la mano que se realizó por Latina Televisión, telemaratón de ayuda a los damnificados del incendio en Mesa Redonda en el 2001.
Temporalmente fue renombrada en julio de 2002 como Todos por Amor por Panamericana Televisión pero en los años siguientes, bajo ese nombre se realizan las telemaratones a beneficio del Instituto Nacional de Enfermedades Neoplásicas.
Por otro lado, se realizó entre 2002 y 2004 como Televida por Latina Televisión, pero en los años siguientes, bajo ese nombre se realizan las telemaratones a beneficio del Instituto Nacional de Enfermedades Neoplásicas.
Sin embargo, ninguna teletón alcanzó el éxito de los años de las dos primeras etapas de la Teletón, con varios millones de soles recaudados.

### El regreso de la teletón
En diciembre de 2003, se relanza nuevamente el evento así la 13.ª teletón se desarrolla esta vez por Panamericana Televisión, Televisión Nacional del Perú (hoy TV Perú), OK TV y Global Televisión bajo la tema Vuelve la esperanza, buscando una meta de un millón de dólares la cual se cumplió muy esforzadamente, demostrando la poca atención del público peruano ante esta clase de eventos, lo que se reforzaría al no cumplirse en diciembre de 2004, la meta de 2 millones de dólares.

### Teletón 2005 en adelante
En 2005, el presidente Alejandro Toledo condecoró a Ricardo Belmont por su labor al frente de la teletón peruana por veinticinco años, tras lo cual Belmont anunció su retiro de la organización de la teletón peruana en 2008.
La 16.ª teletón, realizada en 2006, se organiza nuevamente vía Panamericana Televisión y canal 11 y se alcanzó la suma de S/.4 124 000. Contó con William Luna en la composición del tema.
Ya estaba en preparación el evento de 2007, pero fue cancelado debido al terremoto de Pisco.
La irregularidad de la jornada benéfica generó una grave crisis en el Hogar Clínica San Juan de Dios, por la que incluso se llegó a cuestionar su viabilidad durante el 2008. Ante esta situación, el gobierno de Alan García decidió encabezar de urgencia la 17.ª teletón denominada Gran Colecta Nacional para los Niños de San Juan de Dios, que se realizó el domingo 21 de diciembre en el frontis y los salones de Palacio de Gobierno con el fin de recaudar 3 millones de nuevos soles (cerca de 1 millón de dólares) y por primera vez en el país fue televisada en directo por todas las cadenas televisivas peruanas de señal abierta. El evento, pese a haber sido organizado en tan solo diez días, fue muy exitoso, logrando recaudar sorpresivamente unos 10 millones de nuevos soles, el triple de lo originalmente esperado. Tuvo el formato de quince horas de emisión. También es la primera vez que solo contó con un único día esta edición de la teletón. 
La 18.ª teletón se realizó el 4 y 5 de diciembre de 2009, teniendo nuevamente como sede principal la Plaza Mayor de Lima. Fue transmitida únicamente por Panamericana Televisión y tuvo como animadora principal a Mónica Zevallos pero el desinterés de las otras cadenas televisivas, de los grandes empresarios y los políticos, además de la coyuntura por la pelea de boxeo de Kina Malpartida con la británica Lindsey Scragg que se realizó el mismo día y la postergada Parada Militar (que se realizó el 8 de diciembre, debido a la influenza A (H1N1)) provocó que no se cumpliera con la meta trazada de 3 millones de soles, siendo esta la peor teletón en la historia del Perú hasta la edición de 2023. También se cambió el logo de la teletón después de veintiocho años. 
La 19.ª edición se realizó los días 13 y 14 de agosto de 2010, teniendo como meta recaudar 2 millones de soles y a diferencia de otras ocasiones no tuvo un animador principal ni niño símbolo, ya que estos fueron rotativos. El Hno. Isidro Vásquez firmó un convenio con la Sociedad Nacional de Radio y Televisión para que asuma desde entonces la producción y transmisión televisiva de la teletón. En consecuencia Red Global fue la televisora principal, mientras que América Televisión, ATV y Frecuencia Latina (los otros miembros de la SNRTV) transmitieron secuencias del evento. Luego de casi 30 horas, la Fundación Teletón San Juan de Dios entregaba a la una de la mañana del 15 de agosto la cifra recaudada de S/.3 436 008 (USD 1 222 778), superando con creces la meta propuesta. En diciembre de 2010, se conoció que la recaudación definitiva fue de S/.3 900 000.
La vigésima edición en 30 años de la teletón en Perú se realizó los días 2 y 3 de septiembre de 2011 y tuvo como meta S/.3 500 000. La organización y el desarrollo del evento fue similar al del año anterior con Global TV encabezando la cadena solidaria. Al cabo de más de 30 horas de transmisión logró un rotundo éxito al recaudar S/.4 237 768, aproximadamente USD 1 563 752.
La 21.ª edición de la teletón peruana se realizó los días 5 y 6 de octubre de 2012. Nuevamente Global TV fue la televisora principal y América Televisión, ATV y Frecuencia Latina transmitieron algunas secuencias. La novedad fue el nombramiento del excandidato presidencial Pedro Pablo Kuczynski como organizador y promotor en su calidad de presidente del Patronato del Hogar Clínica San Juan de Dios, lo que ha generado críticas en la población por redes sociales y medios de izquierda, como por ejemplo RBC Televisión, de Ricardo Belmont Cassinelli, que cuestionó al evento que alguna vez fue suyo solo por poner de cabeza a una persona de carácter derechista y empresarial, aduciendo que las donaciones no irían a la clínica, sino al bolsillo de los canales, la SNRTV, el propio Kuczynski y hasta el fundador de la teletón, el presentador y empresario chileno Don Francisco. Por todo este descrédito, no se alcanzó la ambiciosa meta de S/.8 000 000, ya que al finalizar el evento la cifra recaudada fue de S/.7 325 438,23. Aunque faltaba contabilizar varias donaciones que se conocieron días después aumentando el monto a S/.7 357 252,13 más USD 284 698,14, siendo así un total de S/.8 088 926,34, logrando la meta propuesta el 7 de noviembre de 2012. Esta fue una versión renovada de la teletón con la participación entusiasta de miles de jóvenes voluntarios y el apoyo de diversos grupos empresariales.
La edición 22.ª se realizó los días 4 y 5 de octubre de 2013. Global TV fue la televisora principal y América Televisión, ATV, Frecuencia Latina transmitieron algunas secuencias. Además de Panamericana Televisión, que como flamante miembro de la SNRTV también se colgó de la señal, volviendo a transmitir el evento luego de cuatro años de ausencia desde la fallida Teletón 2009 y cedió a sus artistas para que animen algunas secuencias. Debido otra vez al desprestigio que organizó Ricardo Belmont Cassinelli en su canal RBC Televisión, no se logró la meta prevista de 4 millones de soles al recaudar al término de la jornada S/.3 251 377.
Para esta 23.ª teletón se hizo una reingeniería total y se efectuó los días 7 y 8 de noviembre de 2014. La televisora principal fue Frecuencia Latina y América Televisión, ATV, Panamericana Televisión  y Global TV transmitieron el evento que por primera vez se emitió en alta definición y en cadena toda la jornada, al estilo de la Teletón chilena. Volvió a tener un niño símbolo, pero redujo sus horas de emisión a veintidós horas. Además, se cambió el logotipo por uno más moderno después de cinco años. Debido a todos estos cambios, la meta prevista de 5 millones de soles se superó tras llegar a los S/.6 506 271.
La 24.ª teletón peruana se realizó los días 2 y 3 de octubre de 2015. Fue transmitida en simultáneo por Latina, ATV, América Televisión, Panamericana Televisión, y Red TV quienes se colgaron de una señal interna producida por la SNRTV aunque se puede considerar a Latina, como emisora principal debido a que fue la primera en enlazarse y la última en desconectarse de la señal de la cadena. Tuvo un formato similar al del año anterior con veintidós horas de emisión. Esta vez se privilegió la producción de espectáculos en vivo en provincias sobre la de artistas invitados internacionales. Su meta prevista de S/.6 506 271 se logró superar tras recaudar S/.8 898 819.
La 25.ª teletón se efectuó los días 30 de septiembre y 1 de octubre de 2016. Fue transmitida en HD en simultáneo por América Televisión que la produjo en sus estudios, ATV, Latina Televisión, Panamericana Televisión, Red TV. Tuvo un formato similar al del año anterior con veintitrés horas de emisión. La meta prevista fue de S/8 898 819, la que se superó ampliamente al recaudar S/11 010 058.
La 26.ª teletón se realizó los días 6 y 7 de octubre de 2017. Fue transmitida en HD en simultáneo por América Televisión que la produjo en sus estudios, ATV, Latina Televisión, Panamericana Televisión y TV Perú, NexTV y TV Noticias 7.3. Tuvo un formato similar al del año anterior con veinticuatro horas de emisión. La meta prevista fue de S/11 010 058, la que se superó al recaudar S/11 717 981.
La 27.ª teletón se realizó el 14 y 15 de septiembre de 2018. Se transmitió en HD en simultáneo por América Televisión, ATV, Latina Televisión, Panamericana Televisión, TV Perú y América Next. Tuvo el formato de veintitrés horas de emisión. La meta prevista de S/11 717 981 se superó al recaudar S/11 748 829.
La 28.ª edición de la teletón se realizó el 8 y 9 de noviembre de 2019. Se transmitió en HD en simultáneo por América Televisión, ATV, Latina Televisión, Panamericana Televisión, América Next y TV Perú.Tuvo el formato de veintitrés horas de emisión. La meta prevista fue de S/11 748 829, que se superó al recaudar S/12 553 004.
La Teletón Perú de 2020 no se realizó como una fiesta debido a la pandemia de COVID-19. La Teletón Perú de 2020 no fue transmitido en los canales peruanos de señal abierta. Fue transmitido en vivo por Facebook Live y YouTube Live en la página de Facebook y canal oficial de YouTube de la Teletón Perú. Recaudó S/650 013.
La 29.ª edición de la teletón se realizó el 6 de noviembre de 2021. Se transmitió en HD en simultáneo por América Televisión, ATV, Latina Televisión, Panamericana Televisión, Global Televisión y TV Perú. Por segunda vez, esta edición de la teletón solo contó con un día. Tuvo el formato de once horas de emisión. Se transmitió desde las 11:00 a. m. hasta las 10:00 p. m.; con 11 horas de duración. A diferencia de las ediciones anteriores de la teletón, no se estableció una meta fija para alcanzar. Recaudó S/6 004 614. La emisora principal fue América Televisión como en la edición anterior de la teletón, que se realizó el 8 y 9 de noviembre de 2019.
La 30.ª edición de la teletón se realizó el 8 y 9 de septiembre de 2023. Se transmitió en simultáneo en redes sociales junto a América Televisión, ATV, Latina Televisión, Panamericana Televisión, Global Televisión y TV Perú. Tuvo el formato de veintiséis horas de emisión, una duración parecida que no se veía desde hace diez años aproximadamente. La meta prevista fue de S/12 553 005. Esta vez, se transmitió con interrupciones en señal abierta (dividido en dos bloques): empezaron a las 11:00 p. m. hasta las 2:00 a. m. y retornaron a las 5:00 p. m. hasta a las 10:00 p. m., finalizando su transmisión televisiva con S/8 017 217.
La 31.ª edición de la teletón se desarrolló el 13 y 14 de septiembre de 2024, siendo producida y transmitida por América Televisión, TV Perú y  TV Perú Noticias. Se dividió el evento en 2 bloques siendo el primero de 3 horas de duración, desde las 10:00 p. m. del viernes 13 hasta las 1:00 a. m. del sábado 14, y el segundo de 10 horas y media de duración, desde las 2:00 p. m. del sábado 14 hasta las 12:30 a. m. del domingo 15. Además de contar con una emisión por internet mediante las redes sociales de la Fundación Teletón Perú también dividido en 2 bloques siendo el primero desde las 9:00 p. m. del viernes 13 hasta las 1:00 a. m. del sábado 14, y el segundo desde las 8:00 a. m. del sábado 14 hasta las 12:30 a. m. del domingo 15. Su meta prevista fue de S/8 017 218.
En esta edición, América se dedicó a cubrir todo el evento. en el caso de TV Perú y TV Perú Noticias –los de mayor cobertura a  nivel nacional– la jornada del viernes 13 (de 10:00 p. m del viernes 13 a 1:00 a. m. del sábado 14) más 4 horas y media el sábado 14, desde las 8:00 p. m. hasta las 12:30 a. m. del domingo 15, así como con la participación de presentadores de sus diferentes plataformas. Finalizaron la transmisión en todos los medios recaudando S/8 054 926, superando casi esforzadamente la meta.

## Ediciones
| Año  | Fecha                            | Lema                                                       | Niño(a) símbolo                               | Meta1         | Recaudación2     | Dólares       | Televisora principal    | Productor(es)                      |
| ---- | -------------------------------- | ---------------------------------------------------------- | --------------------------------------------- | ------------- | ---------------- | ------------- | ----------------------- | ---------------------------------- |
| 1981 | 11 y 12 de diciembre             | «Hagamos que este niño pueda caminar»                      | Héctor Gallarday Morales                      | S/.500 000    | S/.526 450 000   | USD 1 052 900 | Panamericana Televisión | Alberto Terry, Melvin Campos       |
| 1982 | 10 y 11 de diciembre             | «Juntos, todo es posible»                                  | Nelly Choquehuanca Flores                     | S/.1 500 000  | S/.1.503.591.363 | USD 1 503 591 | Panamericana Televisión | Alberto Terry, Fernando Guille     |
| 1983 | 9 y 10 de diciembre              | «No te olvides de mí»                                      | Ericson García Quinteros                      | S/.2 000      | S/.2 019 000     |               | Panamericana Televisión | Alberto Terry, Ricardo Figueroa    |
| 1984 | 7 y 8 de diciembre               | «Creo en ti: Juntos lo vamos a lograr»                     | Zulma Tovar Flores                            | S/.5 000      | S/.5 148 000     |               | América Televisión      | Jorge Souza Ferreyra               |
| 1986 | 31 de enero y 1 de febrero       | «Nuestro último paso, su primer paso»                      | Henry Bellodas Moscol y Celsa Santa Cruz Caja | I/.8 000      |                  |               | América Televisión      | Jorge Souza Ferreyra               |
| 1987 | 4 y 5 de diciembre               | «Renace la esperanza»                                      | Pelayo Requejo Rojas                          | I/.36 000     | I/.38 000        |               | RBC Televisión          | Jaime Ruestra, Gaspar Bacigalupi   |
| 1988 | 2 y 3 de diciembre               | «Ahora te toca a ti»                                       | Esther Vigo Gallardo                          | I/.100 000    | I/.112 825 300   |               | RBC Televisión          | Jaime Ruesta                       |
| 1989 | 8 y 9 de diciembre               | «Sigamos caminando»                                        | Carmen Lourdes Jara Chacón                    | I/.8 000      | I/.8.395.000.000 |               | Panamericana Televisión | Fernando Guille                    |
| 1990 | 30 de noviembre y 1 de diciembre | «Dale una sonrisa»                                         | Karina, Janeth y Margoth Boza Donayre         | I/.450 000    | I/.465 000       |               | Panamericana Televisión | Luis Carrizales Stoll, Diego Terry |
| 1991 | 29 y 30 de noviembre             | «Estos niños no están soñando»                             | Todos los anteriores hasta ese momento        | USD 2 000     | USD 2 030 000    | USD 2 030 000 | Canal 9                 | Federico Anchorena                 |
| 1992 | 4 y 5 de diciembre               | «Abre tu corazón para dar»                                 | Ninguno                                       | USD 2 030 000 | USD 1 580 000    | USD 1 580 000 | ATV                     | Federico Anchorena                 |
| 1993 | 3 y 4 de diciembre               | «El abrazo del alma»                                       | Gabriela González                             | USD 1 000     | USD 1 004 222    | USD 1 004 222 | América Televisión      | Christian Andrade, Marco Vinelli   |
| 2003 | 5 y 6 de diciembre               | «Vuelve la esperanza»                                      | Scarlet Fernández                             | S/.3 450 000  | S/.3 453 733     | USD 1 001 082 | Panamericana Televisión | Fernando Guille                    |
| 2004 | 10 y 11 de diciembre             | «¡Realicemos lo increíble...!»                             | Mayerling Yahuarcani                          | S/.6 700 000  | S/.3 422 587     | USD 1 021 667 | Panamericana Televisión | Luis Carrizales, Guillermo Guille  |
| 2005 | 2 y 3 de diciembre               | «Ayúdanos: ¡juntos caminamos mejor!»                       | Ruth Hernández                                | S/.3 422 587  | S/.3 502 304     | USD 1 045 463 | Panamericana Televisión | Fernando Guille                    |
| 2006 | 15 y 16 de diciembre             | «Dame una mano y ayúdame a caminar»                        | Roy Chocca Quispe                             | S/.3 502 304  | S/.4 124 000     | USD 1 295 590 | Panamericana Televisión | Fernando Guille                    |
| 2008 | 21 de diciembre                  | «San Juan de Dios nos está llamando, ¡escucha su voz!»     | Dilver Delgado y Diana del Rosario Rafael     | S/.3 000      | S/.10 000        | USD 3 558 718 | TV Perú                 | Ricardo Ghibellini                 |
| 2009 | 4 y 5 de diciembre               | «Para vivir tengo el Perú, para sonreír solo me faltas tú» | Victoria Mendiolaza Sinarahua                 | S/.3 000      | S/.1 870 200     | USD 665 551   | Panamericana Televisión | Luis Cortines Quintanilla          |
| 2010 | 13 y 14 de agosto                | «Unámonos para mantenerla»                                 | Ninguno                                       | S/.2 000      | S/.3 436 008     | USD 1 222 778 | Red Global              | Luis Cortines Quintanilla          |
| 2011 | 2 y 3 de septiembre              | «Unámonos para cambiar pena por alegría»                   | Ninguno                                       | S/.3 500 000  | S/.4 237 768     | USD 1 563 752 | Global TV               | Luis Cortines Quintanilla          |
| 2012 | 5 y 6 de octubre                 | «Todos somos Teletón»                                      | Ninguno                                       | S/.8 000 000  | S/.7 325 438     | USD 2 828 354 | Global TV               | Ricardo Saavedra                   |
| 2013 | 4 y 5 de octubre                 | «Súmate a la Teletón»                                      | Ninguno                                       | S/.4 000 000  | S/.3 251 377     | USD 1 173 782 | Global TV               | Vanny Passalacqua                  |
| 2014 | 7 y 8 de noviembre               | «¿Nos unimos otra vez?»                                    | Ángel Cubas                                   | S/.5 000 000  | S/.6 506 271     | USD 2 220 787 | Frecuencia Latina       | Luciana Bukoviner                  |
| 2015 | 2 y 3 de octubre                 | «Más unidos que nunca»                                     | Gabriel Vitalillus                            | S/.6 506 271  | S/.8 898 819     | USD 2 763 608 | Latina Televisión       | Luciana Bukoviner                  |
| 2016 | 30 de septiembre y 1 de octubre  | «Unidos hacemos más»                                       | Arsen Szabo                                   | S/8 898 819   | S/11 010 058     | USD 3 238 252 | América Televisión      | Luciana Bukoviner                  |
| 2017 | 6 y 7 de octubre                 | «Esta la luchamos juntos»                                  | Fabiana Rivas                                 | S/11 010 058  | S/11 717 981     | USD 3 583 480 | Latina Televisión       | Luciana Bukoviner                  |
| 2018 | 14 y 15 de septiembre            | «Nos falta mucho, nos faltas tú»                           | Yunder Escobar                                | S/11 717 981  | S/11 748 829     | USD 3 547 887 | Latina Televisión       | Claudia Uriarte                    |
| 2019 | 8 y 9 de noviembre               | «De todos, para todos»                                     | Yeyson Romero                                 | S/11 748 829  | S/12 553 004     | USD 3 736 013 | América Televisión      | Claudia Uriarte                    |
| 2021 | 6 de noviembre                   | «En mi fuerza estás tú»                                    | Jhonsú Mendoza                                | Sin meta      | S/6 004 614      | USD 1 494 797 | América Televisión      | Luciana Bukoviner, Renzo Amado     |
| 2023 | 8 y 9 de septiembre              | «Mostremos que podemos»                                    | Allison Huamán                                | S/12 553 005  | S/8 017 217      | USD 2 165 878 | América Televisión      | Dany Tsukamoto                     |
| 2024 | 13 y 14 de septiembre            | «Teletón nos une»                                          | Dylan Rupaylla                                | S/8 017 218   | S/8 054 926      | USD 2 135 752 | América Televisión      | Lorena Rodríguez, Silvia Otero     |
| 2025 | 12 y 13 de septiembre            | «Unidos es posible»                                        |                                               | S/8 054 927   |                  |               | América Televisión      | Silvia Otero                       |

Notas
1. Soles, intis y dólares estadounidenses de la época.
2. Soles, intis y dólares estadounidenses de la época. Cifras contabilizadas hasta el último cómputo televisado y que no refleja en todos los casos la recaudación final, la cual puede ser superior.